# Perchtoldsdorfer Friedhof

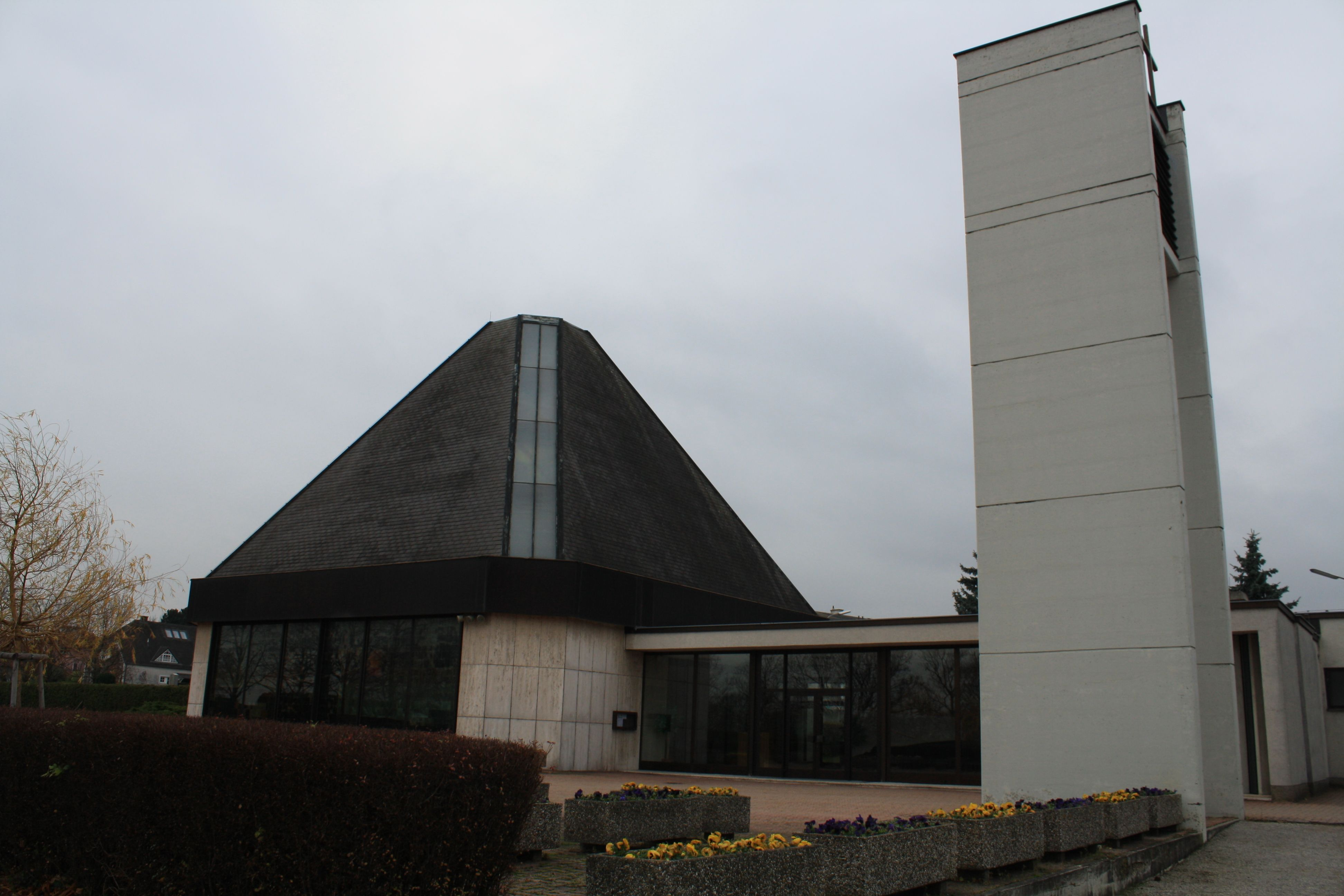
Friedhofskapelle am Perchtoldsdorfer Friedhof

Der Perchtoldsdorfer Friedhof ist der Ortsfriedhof der niederösterreichischen Marktgemeinde Perchtoldsdorf.

## Anlage
Der im Eigentum der Marktgemeinde stehende Friedhof befindet sich an der Friedhofstraße 3–5 im Süden Perchtoldsdorfs. Von der rund 300 Meter entfernten Wiener Außenring Autobahn trennen ihn Weingärten. Die Anlage des Friedhofs ist annähernd quadratisch. Am neuen Friedhofsteil befinden sich ein Waldfriedhof und Urnengräber.

## Geschichte
Der Friedhof von Perchtoldsdorf lag zunächst rund um die Pfarrkirche und wurde auf Grund von Platzmangel zunächst um 1586/1587 in den Burghof der Burg Perchtoldsdorf verlegt. Den evangelischen Einwohnern von Perchtoldsdorf wurde ein Begräbnisplatz im so genannten „Metzgergarten“ neben der Burg zugewiesen.
Der heutige Friedhof wurde am 1. November 1877 eröffnet, der ältere im Jahr 1883 aufgelassen. Der Friedhof wurde seitdem mehrmals erweitert. 1930 wurde von Karl Harberger die Aufbahrungshalle errichtet. Sie wurde 1977 abgebrochen. Von 1976 bis 1977 wurde eine neue Friedhofskapelle erbaut. Im Jahr 1995 erhielt Perchtoldsdorf einen Ehrenpreis für vorbildliche Friedhofsgestaltung beim Blumenschmuckbewerb Niederösterreich.

## Grabstätten bedeutender Persönlichkeiten

### Ehrengräber
Der Perchtoldsdorfer Friedhof weist 12 Ehrengräber auf.
| Name                      | Lebensdaten | Tätigkeit |
| ------------------------- | ----------- | --- |
| Franz Fröhlich            | 1823–1889   | Ringstraßenarchitekt |
| Hans Fronius              | 1903–1988   | Maler |
| Andreas Holzer            | 1838–1909   | Kommunalpolitiker |
| Josef Hyrtl               | 1810–1894   | Anatom |
| Franz Kamtner             | 1906–1986   | Bürgermeister von Perchtoldsdorf von 1955 bis 1975                                                                                             |
| Paul Katzberger           | 1921–2014   | Bürgermeister und Ehrenbürger von Perchtoldsdorf 1981–1992                                                                                     |
| Siegfried Ludwig          | 1926–2013   | Bürgermeister und Ehrenbürger von Perchtoldsdorf, Landtagsabgeordneter, Landeshauptmannstellvertreter und Landeshauptmann von Niederösterreich |
| Johann Reicher            | 1825–1910   | Bürgermeister von Perchtoldsdorf von 1882 bis 1905                                                                                             |
| Karl Leopold Schubert     | 1893–1983   | Schriftsteller |
| Karl Seemann              | 1909–1978   | römisch-katholischer Pfarrer in Perchtoldsdorf von 1945 bis 1978                                                                               |
| Alois Theodor Sonnleitner | 1869–1939   | Pädagoge und Schriftsteller |
| Franz Vesely              | 1898–1951   | Abgeordneter zum Landtag von Niederösterreich                                                                                                  |

Ebenfalls als Ehrengrab geführt wird das sowjetische Soldatengrab mit Kriegerdenkmal.

### Grabstätten mit Kranzniederlegung
Folgende Grabstätten wurden ebenfalls mit Kranzniederlegungen zu Allerheiligen bedacht.
| Name                   | Lebensdaten | Tätigkeit                                                                                              |
| ---------------------- | ----------- | --- |
| Mathias Begrisch       | 1819–1875   | Bürgermeister von Perchtoldsdorf von 1873 bis 1875                                                     |
| Alfred Feierfeil       | 1929–1989   | Vizebürgermeister von Perchtoldsdorf von 1965 bis 1975                                                 |
| Josef Hans             | 1913–1985   | Vizebürgermeister von Perchtoldsdorf von 1960 bis 1965                                                 |
| Karl Harberger         | 1896–1969   | Vizebürgermeister von Perchtoldsdorf von 1961 bis 1965                                                 |
| August Kastner         | 1924–2002   | Vizebürgermeister von Perchtoldsdorf von 1970 bis 1975                                                 |
| Paul Kotratschek       | 1935–2019   | Vizebürgermeister 1990–1991                                                                            |
| Rudolf Lissy           | 1922–2005   | evangelisch-lutherischer Pfarrer in Perchtoldsdorf von 1953 bis 1987                                   |
| Friedrich Löffelmann   | 1918–1983   | Vizebürgermeister von Perchtoldsdorf von 1957 bis 1963                                                 |
| Walther Maria Neuwirth | 1896–1996   | Kunsthistoriker und Schriftsteller                                                                     |
| Franz Piperger         | 1926–1970   | Vizebürgermeister von Perchtoldsdorf von 1963 bis 1970                                                 |
| Willibald Schlief      | 1931–2004   | Vizebürgermeister von Perchtoldsdorf von 1992 bis 2000                                                 |
| Franz Seywerth         | 1930–2017   | 1965–1995 Mitglied des Gemeinderates, davon 12 Jahre als gf. Gemeinderat für Finanzen; Ehrenringträger |
| Stefan Seiler          | 1910–1989   | Vizebürgermeister von Perchtoldsdorf von 1960 bis 1961                                                 |
| Wilhelm Stephan        | 1925–2002   | Vizebürgermeister von Perchtoldsdorf von 1981 bis 1990                                                 |
| Franz Szeiler          | 1909–2006   | Hüttenwirt und Förderer Perchtoldsdorfer Einrichtungen (Musikschule, Feuerwehr, ...)                   |
| Anton Teschko          | 1865–1941   | Bürgermeister von Perchtoldsdorf von 1929 bis 1934                                                     |
| Hans-Karl Uhl          | 1943–2020   | 1977–1996 gf. Gemeinderat, 1985–1997 Abgeordneter zum NÖ Landtag; Ehrenringträger                      |
| Heinrich Waßmuth       | 1870–1959   | Maler                                                                                                  |
| Karl Zechmeister       | 1906–1989   | Vizebürgermeister von Perchtoldsdorf von 1955 bis 1957                                                 |

### Grabstätten weiterer bedeutender Persönlichkeiten
| Name                    | Lebensdaten         | Tätigkeit                                                                       |
| ----------------------- | ------------------- | ------------------------------------------------------------------------------- |
| Hans Breuer             | 1868 oder 1870–1929 | Opernsänger und Regisseur                                                       |
| Johann Dubowy           | 1865–1932           | Hofrat und Oberbezirksarzt                                                      |
| Riza Eibenschütz        | 1870–1947           | Opernsängerin                                                                   |
| Barbara Farkas-Erlacher | 1936–2019           | Klinische und Gesundheitspsychologin, (Lehr-)Psychotherapeutin in Psychoanalyse |
| Wilfried Feichtinger    | 1950–2021           | Gynäkologe und Reproduktionsmediziner                                           |
| Anton Gerstner          | 1823–1898           | Gründer des Café Gerstner                                                       |
| Maria Grengg            | 1888–1963           | Autorin, Malerin und Illustratorin                                              |
| Walter Horak            | 1931–2019           | Fußballnationalspieler                                                          |
| Edmund Hellmer          | 1850–1935           | Bildhauer                                                                       |
| Auguste Hyrtl           | 1818–1901           | Schriftstellerin                                                                |
| Herbert Knauthe         | 1928–2019           | Ministerialrat i. R., Jurist                                                    |
| Wolfgang Langer         | 1934–2020           | Univ.-Prof. an der Universität Wien, Theologe, Priester der Pfarre              |
| Ernst Wolfram Marboe    | 1938–2012           | Journalist, Regisseur, Autor und Intendant des ORF                              |
| Ludwig Mayer            | 1834–1917           | Maler, zweifacher Reichel-Preisträger                                           |
| Erich Padalewski        | 1930–2018           | Schauspieler                                                                    |
| Erwin Plevan            | 1925–2005           | Architekt                                                                       |
| Rita Streich            | 1920–1987           | Koloratursopranistin                                                            |
| Karl Hans Strobl        | 1877–1946           | Schriftsteller                                                                  |